# Tu Rockcito
Tu Rockcito é um grupo colombiano de rock e música infantil criado pela cantora, compositora e professora Paula Ríos. Em 2021 venceram o Grammy Latino de Melhor Álbum Infantil do Ano por seu álbum Tu Rockcito Filarmónico, gravado juntamente com a Orquestra Filarmônica de Medellín.

## História
Tu Rockcito nasceu graças a uma iniciativa de Paula Ríos, cantora e professora nascida na cidade de Medellín. Em 2007, ela lançou seu primeiro álbum solo, intitulado La reina del dolor. Logo em seguida mudou-se para a cidade de Bogotá, onde conheceu o músico Daniel Cadena e formou o grupo em 2010.

## Membros
- Paula Rios - vocal
- Leonardo Aranguren - guitarra
- Daniel Cadena - guitarra e baixo
- Felipe Gutiérrez - guitarra
- Ángela Alonso - percussão e coros
- Camilo Vera - baixo

## Discografia
- 2013 - Rockcitis aguda
- 2015 - De la cuna a la jungla
- 2017 - Rockcitis aguda en vivo
- 2017 - Somos ruidosos
- 2021 - Tu Rockcito Filarmónico

## Prêmios e indicações
| Ano  | Prêmio                | Categoria                    | Trabalho                | Resultado | Ref.  |
| ---- | --------------------- | ---------------------------- | ----------------------- | --------- | ----- |
| 2021 | Grammy Latino de 2021 | Melhor Álbum Infantil do Ano | Tu Rockcito Filarmónico | Venceu    | [ 4 ] |